# Championnat de Curaçao de football 2022
Navigation
Édition précédente Édition suivante
La saison 2022 du championnat de Curaçao de football est la douzième édition de la première division à Curaçao, la Promé Divishon.
Les dix meilleures équipes de l'île sont regroupées au sein d’une poule unique où elles s’affrontent au cours de plusieurs phases, avec des qualifications successives, jusqu'à la finale nationale. En fin de saison, le dernier du classement est relégué et remplacé par le champion de deuxième division.
En finale nationale, le CRKSV Jong Holland s'impose 1-0 face au promu du CRKSV Jong Colombia et remporte ainsi son seizième titre de champion.

## Format
Chaque équipe rencontre les neuf autres à deux reprises, une fois à domicile et une fois à l'extérieur. La dernière équipe est directement reléguée en deuxième division. Les six meilleures équipes se retrouvent pour la deuxième phase, le Kaya 6, du championnat où elles s'affrontent une fois chacune. Les quatre meilleures de ce mini-championnat réitèrent l'expérience avec trois nouvelles journées dans le cadre de la Kaya 4. Les deux premiers clubs de cette troisième se défient en finale pour déterminer le champion national.

## Participants
Dix équipes disputent le championnat de Curaçao.
| \| Willemstad : RKSV Centro Dominguito Inter Willemstad CRKSV Jong Holland RKSV Scherpenheuvel RKVFC Sithoc SUBT SV Victory Boys CSD Barber UNDEBA Jong Colombia Willemstad \| Localisation des clubs. |
| Willemstad : RKSV Centro Dominguito Inter Willemstad CRKSV Jong Holland RKSV Scherpenheuvel RKVFC Sithoc SUBT SV Victory Boys CSD Barber UNDEBA Jong Colombia Willemstad                               |

| Équipe                 | Classement 2021 | Ville      | Stade                   |
| ---------------------- | --------------- | ---------- | ----------------------- |
| CRKSV Jong Holland     | Champion        | Willemstad | Stade Ergilio-Hato      |
| Inter Willemstad       | Finaliste       | Willemstad | Bramendiweg Sportpark   |
| RKSV Scherpenheuvel    | 3e (Kaya 4)     | Willemstad | Stade Dr-Antoine-Maduro |
| SV Victory Boys        | 4e (Kaya 4)     | Willemstad | Stade Ergilio-Hato      |
| SUBT                   | 5e (Kaya 6)     | Willemstad | Stade Dr-Antoine-Maduro |
| RKVFC Sithoc           | 6e (Kaya 6)     | Willemstad | Stade Ergilio-Hato      |
| CSD Barber             | 7e              | Barber     | Stade Ergilio-Hato      |
| RKSV Centro Dominguito | 8e              | Willemstad | Stade Ergilio-Hato      |
| UNDEBA                 | 9e              | Banda Abou | Soto Arena              |
| CRKSV Jong Colombia    | Promu           | Boca Samí  | Stade Ergilio-Hato      |

Légende des couleurs
- Tenant du titre et participant au Caribbean Club Shield 2022
- Promu de Segundo Divishon

## Compétition
Le barème utilisé pour établir le classement est le suivant :
- Victoire : 3 points
- Match nul : 1 point
- Défaite : 0 point

### Saison régulière
| Rang | Équipe                 | Pts | J  | G  | N | P  | Bp | Bc | Diff |
| ---- | ---------------------- | --- | -- | -- | - | -- | -- | -- | ---- |
| 1    | CRKSV Jong Holland T   | 39  | 18 | 11 | 6 | 1  | 35 | 16 | +19  |
| 2    | CSD Barber             | 36  | 18 | 10 | 6 | 2  | 29 | 20 | +9   |
| 3    | RKSV Scherpenheuvel    | 28  | 18 | 7  | 7 | 4  | 22 | 17 | +5   |
| 4    | CRKSV Jong Colombia P  | 27  | 18 | 7  | 6 | 5  | 24 | 18 | +6   |
| 5    | Inter Willemstad       | 23  | 18 | 7  | 2 | 9  | 28 | 30 | -2   |
| 6    | RKSV Centro Dominguito | 22  | 18 | 5  | 7 | 6  | 26 | 26 | 0    |
| 7    | SUBT                   | 18  | 18 | 3  | 9 | 6  | 18 | 23 | -5   |
| 8    | SV Victory Boys        | 17  | 18 | 4  | 5 | 9  | 20 | 32 | -12  |
| 9    | UNDEBA                 | 16  | 18 | 3  | 7 | 8  | 18 | 28 | -10  |
| 10   | RKVFC Sithoc           | 15  | 18 | 4  | 3 | 11 | 15 | 25 | -10  |

|  | Qualification pour le Kaya 6                      |
|  | Relégation en Segundo Divishon                    |
|  | T : Tenant du titre P : Promu de Segundo Divishon |

### Kaya 6
| Rang | Équipe                 | Pts | J | G | N | P | Bp | Bc | Diff |  | Résultats (▼ dom., ► ext.) | JHO | SCH | JCO | WIL | BAR | DOM |
| ---- | ---------------------- | --- | - | - | - | - | -- | -- | ---- |  | -------------------------- | --- | --- | --- | --- | --- | --- |
| 1    | CRKSV Jong Holland T   | 10  | 5 | 3 | 1 | 1 | 9  | 5  | +4   |  | CRKSV Jong Holland T       |     | 1-3 |     |     | 2-0 | 2-0 |
| 2    | RKSV Scherpenheuvel    | 8   | 5 | 2 | 2 | 1 | 7  | 5  | +2   |  | RKSV Scherpenheuvel        |     |     | 0-1 |     | 1-1 | 2-1 |
| 3    | CRKSV Jong Colombia P  | 7   | 5 | 2 | 1 | 2 | 6  | 7  | -1   |  | CRKSV Jong Colombia P      | 2-2 |     |     |     |     | 1-0 |
| 4    | Inter Willemstad       | 6   | 5 | 1 | 3 | 1 | 7  | 7  | 0    |  | Inter Willemstad           | 0-2 | 1-1 | 3-1 |     |     |     |
| 5    | CSD Barber             | 6   | 5 | 1 | 2 | 2 | 6  | 8  | -2   |  | CSD Barber                 |     |     | 2-1 | 2-2 |     |     |
| 6    | RKSV Centro Dominguito | 4   | 5 | 1 | 1 | 3 | 4  | 7  | -3   |  | RKSV Centro Dominguito     |     |     |     | 1-1 | 2-1 |     |

|  | Qualification pour le Kaya 4                      |
|  | T : Tenant du titre P : Promu de Segundo Divishon |

### Kaya 4
| Rang | Équipe                | Pts | J | G | N | P | Bp | Bc | Diff |  | Résultats (▼ dom., ► ext.) | JHO | JCO | SCH | WIL |
| ---- | --------------------- | --- | - | - | - | - | -- | -- | ---- |  | -------------------------- | --- | --- | --- | --- |
| 1    | CRKSV Jong Holland T  | 5   | 3 | 1 | 2 | 0 | 5  | 3  | +2   |  | CRKSV Jong Holland T       |     |     | 1-1 | 3-1 |
| 2    | CRKSV Jong Colombia P | 5   | 3 | 1 | 2 | 0 | 3  | 2  | +1   |  | CRKSV Jong Colombia P      | 1-1 |     |     |     |
| 3    | RKSV Scherpenheuvel   | 2   | 3 | 0 | 2 | 1 | 3  | 4  | -1   |  | RKSV Scherpenheuvel        |     | 0-1 |     |     |
| 4    | Inter Willemstad      | 2   | 3 | 0 | 2 | 1 | 4  | 6  | -2   |  | Inter Willemstad           |     | 1-1 | 2-2 |     |

|  | Qualification pour la finale nationale            |
|  | T : Tenant du titre P : Promu de Segundo Divishon |

### Finale nationale
| 30 octobre 2022 | CRKSV Jong Holland                                                    | 4 - 1 | CRKSV Jong Colombia | Stade Ergilio-Hato, Willemstad |  |
|                 | Shurwendel Roosje 11e 81e · Jurensley Martina 31e · Davidson Rosa 48e |       | 79e Djarston Torbed |                                |  |

| Vainqueur de la Promé Divishon 2022 CRKSV Jong Holland 16e titre |

## Bilan de la saison
| Championnat de Curaçao de football 2022 |                                |
| Champion                                | CRKSV Jong Holland (16e titre) |
| Dauphin                                 | CRKSV Jong Colombia            |
| Qualifications continentales            |                                |
| À déterminer                            | À déterminer                   |
| Promotions et relégations               |                                |
| Promus en Promé Divishon                | À déterminer                   |
| Relégués en Segundo Divishon            | RKVFC Sithoc                   |